# Maxime de Riez
Maxime de Riez (né avant 427 et mort vers 460) est un homme d'Église considéré comme le premier évêque de Riez. Il est nommé à cette fonction en 433 ou 434 et y demeure jusqu'à sa mort survenue vers 460. Sa vie nous est connue grâce à deux sources principales : le sermon panégyrique intitulé Sermo de sancto Maximo episcopo (BHL 5852), composé par Fauste de Riez, son successeur, et la Vita sancti Maximi episcopi Reiensis (BHL 5853) rédigée entre 592 et 595 par Dynamius le Patrice. Malgré leur nature hagiographique, ces deux documents permettent de reconstituer sa carrière avec quelque probabilité.

## Biographie

### Abbaye de Lérins
Maxime est d'abord moine à l'abbaye de Lérins, abbaye fondée entre 400 et 410 par Honorat de Lérins. Lorsque ce dernier est nommé évêque d'Arles en 427, Maxime devient le nouvel abbé de Lérins. Il est appelé par les fidèles de Fréjus pour devenir l'évêque du diocèse, mais Maxime refuse et reste à l'abbaye.

### Évêque de Riez
Des fidèles riézois, cette fois-ci, seraient venus à sa rencontre afin de l'élire comme évêque de leur diocèse. Il est consacré par Hilaire, évêque d'Arles depuis la mort de Honorat en 430. La première mention de Maxime en tant qu'évêque de Riez remonte à 433, ou en 434.
Il fait édifier une église nommée Saint-Alban dans la plaine de Riez, lors de son épiscopat. Elle se situait vraisemblablement à proximité du baptistère de Riez. L'église Saint-Alban sera délaissée au viiie siècle au profit d'une nouvelle cathédrale construite au sommet de la colline Saint-Maxime, nommée en l'honneur de Maxime. Ses reliques sont transférés dans ce nouvel édifice, lequel reste l'église principale de Riez jusqu'à sa destruction au xvie siècle.
Il participe également à des conciles provinciaux comme ceux d'Orange, en 441, de Vaison-la-Romaine, en 442, et d'Arles, en 451 et 453. Un concile s'est également tenu à Riez, en 439, présidé par Hilaire d'Arles. À l'issue de ce concile, l'évêque Armentaire d'Embrun est déposé et réduit à une position intermédiaire entre prêtre et évêque.
La mort de Maxime de Riez survint peu avant 462 (date de la première attestation de l'épiscopat de son successeur Fauste), vraisemblablement en 460 ou 461.
Le culte de Maxime se déploie immédiatement après sa mort.

## Postérité

### Culte à Riez
Maxime est fêté localement le 27 novembre. La colline au nord de Riez ainsi que la chapelle qui s'y trouve sont nommées à partir de saint Maxime.

### Patron de Thérouanne
Maxime de Riez devient le patron du diocèse de Thérouanne, d'où les principaux manuscrits de la Vita Maximi sont issus.